# Dekanat Żyrardów
Dekanat Żyrardów – jeden z 21 dekanatów diecezji łowickiej. 
W skład dekanatu wchodzą następujące parafie:
- Parafia Świętej Rodziny w Jaktorowie
- Parafia Przemienienia Pańskiego w Międzyborowie
- Parafia św. Karola Boromeusza w Żyrardowie
- Parafia Matki Bożej Pocieszenia w Żyrardowie
- Parafia Wniebowstąpienia Pańskiego w Żyrardowie
- Parafia Świętych Cyryla i Metodego w Żyrardowie

Dziekan dekanatu Żyrardów
- ks. kan.  Adam Bednarczyk – proboszcz w parafii Matki Bożej Pocieszenia w Żyrardowie

Wicedziekan
- ks. Krzysztof Krawczyk – proboszcz w parafii Przemienienia Pańskiego w Międzyborowie

Ojciec duchowny
- ks. Dariusz Kozłowski SDB – proboszcz w parafii Świętych Cyryla i Metodego w Żyrardowie